# Exalphus cicatricornis
Exalphus cicatricornis es una especie de escarabajo longicornio del género Exalphus, tribu Acanthoderini, subfamilia Lamiinae. Fue descrita científicamente por Schmid en 2014.
La especie se mantiene activa durante los meses de junio, septiembre y diciembre.

## Descripción
Mide 13 milímetros de longitud.

## Distribución
Se distribuye por Bolivia, Brasil y Ecuador.